# Tridacna
Genre
Tridacna est un genre de mollusques bivalves de l'ordre des Veneroida, communément appelés « bénitiers ».

## Description et caractéristiques
Les bénitiers (notamment le tridacne géant) figurent parmi les plus grands coquillages bivalves connus : certaines espèces peuvent dépasser 1,5 m de large, et peser plus de 250 kg. Ils sont également capables de vivre extrêmement vieux, même si la surpêche a fait disparaître une grande partie des plus beaux spécimens. 
Quatre espèces sont ainsi classées comme « vulnérables » sur la liste rouge de l'UICN. 
Vivant dans des eaux tropicales du bassin Indo-Pacifique pauvres en ressources nutritives, ils tirent un complément de nourriture d'une symbiose avec des algues (zooxanthelles) qu'ils hébergent dans leur manteau. Après avoir fonctionné pendant un certain temps, ces algues unicellulaires sont transportées par des cellules sanguines et digérées dans les diverticules digestifs.
Le bénitier est un animal hermaphrodite simultané.

## Liste des espèces

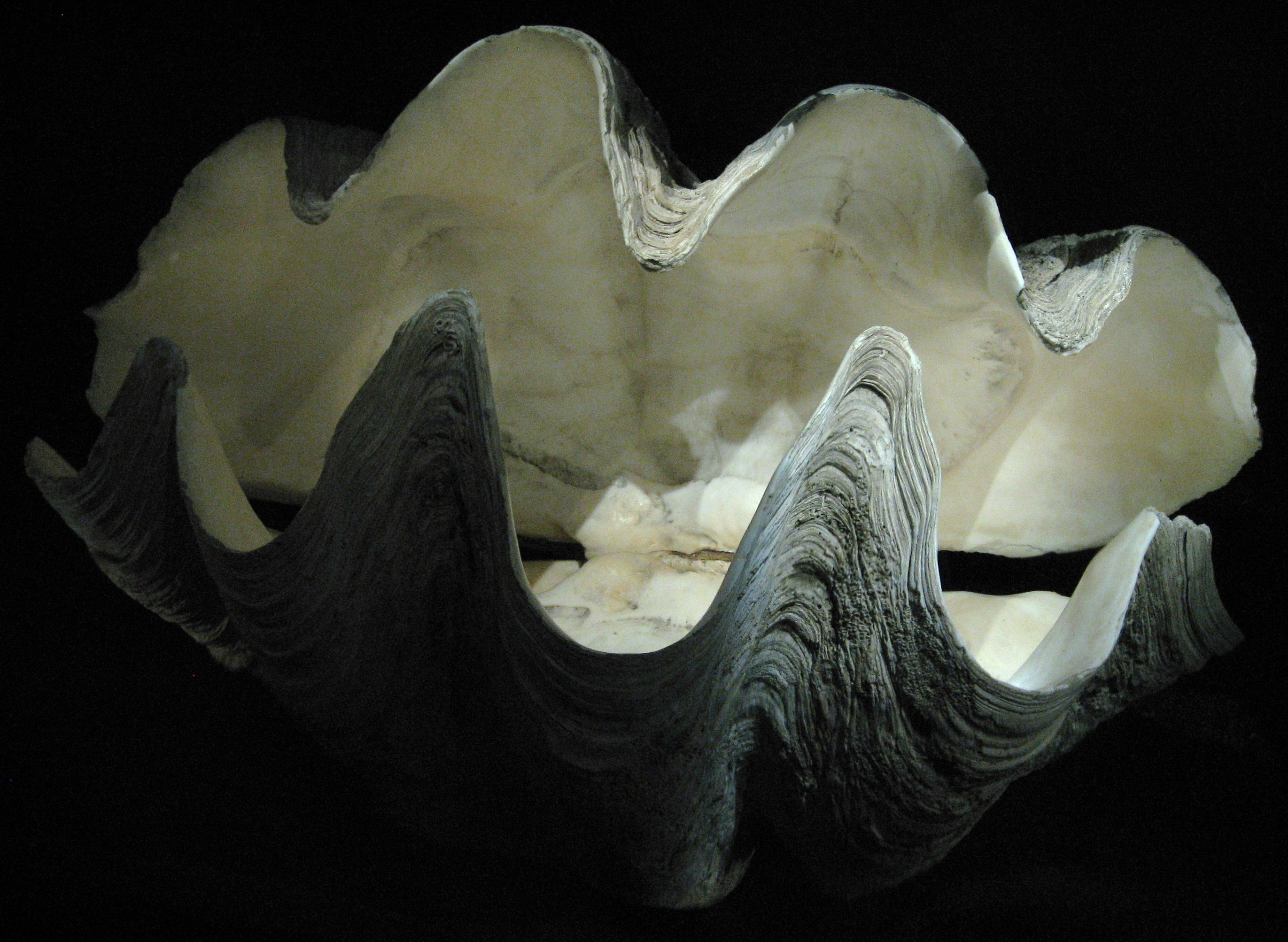
Coquille de bénitier géant.

Les différentes espèces de bénitiers recensées demeurent relativement difficiles à identifier étant donné la grande variabilité de taille, de formes et de couleurs de ces animaux, et le fait que plusieurs espèces de l'océan Indien soient probablement encore non décrites. T. gigas se distingue par la taille impressionnante que peuvent atteindre certains adultes. Les principales caractéristiques de distinction sont les sculptures externes de la coquille, l'ouverture byssale, les motifs du manteau et la présence de tentacules au niveau du siphon inhalant. 
Certaines espèces sympatriques comme Tridacna maxima et Tridacna squamosa sont capables de s'hybrider, donnant lieu à des formes intermédiaires. 
Selon World Register of Marine Species (19 octobre 2016) :
- Tridacna crocea Lamarck, 1819 -- Bénitier du corail, manteau de lumière (Pacifique ouest[1])
- Tridacna derasa (Röding, 1798) -- Bénitier strié (Pacifique ouest[1])
- Tridacna elongatissima Bianconi, 1856 -- Bénitier allongé (Océan Indien occidental)
- Tridacna gigas (Linnaeus, 1758) -- Bénitier géant, Tridacne géant (Pacifique ouest[1])
- Tridacna maxima (Röding, 1798) -- Bénitier commun (Indo-Pacifique tropical[1])
- Tridacna mbalavuana Ladd, 1934 (Fidji, Tonga[1])
- Tridacna noae (Röding, 1798) (Mer de Chine[6])
- Tridacna rosewateri Sirenko & Scarlato, 1991 (Mascareignes[1])
- Tridacna squamosa Lamarck, 1819 -- Grand bénitier gaufré (Indo-Pacifique tropical[1])
- Tridacna squamosina Sturany, 1899 (Mer Rouge[6])

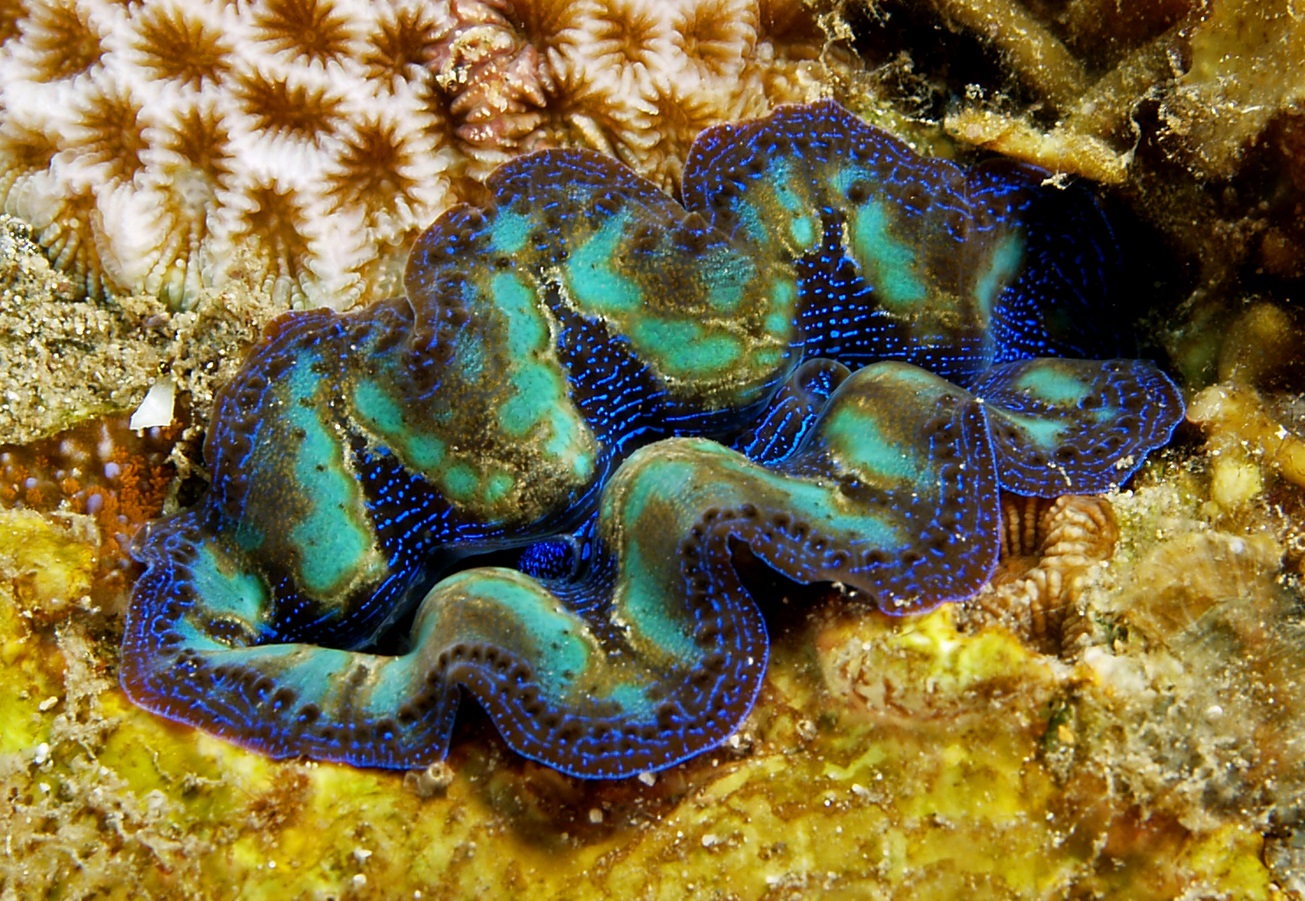
Tridacna crocea.
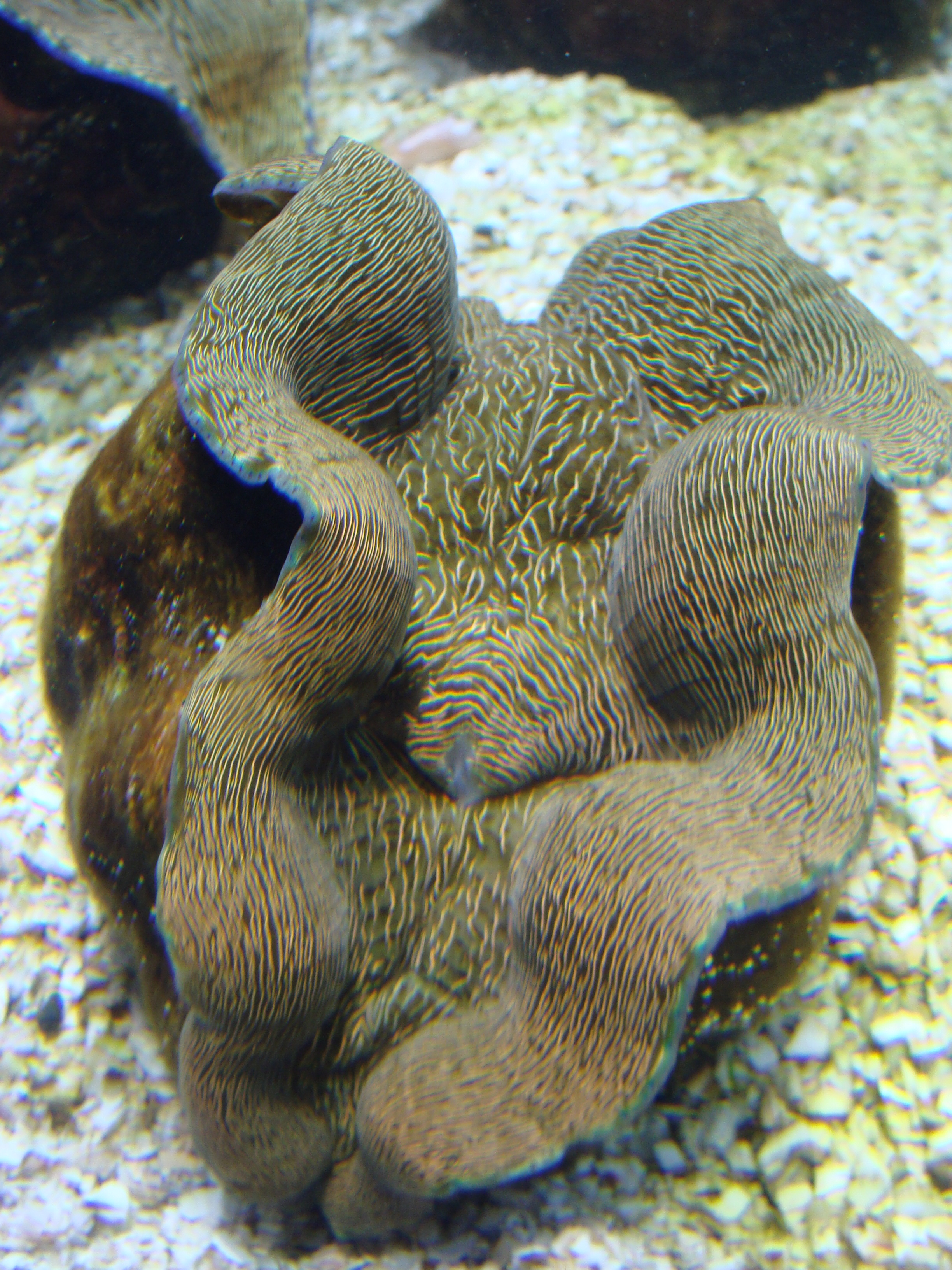
Tridacna derasa.
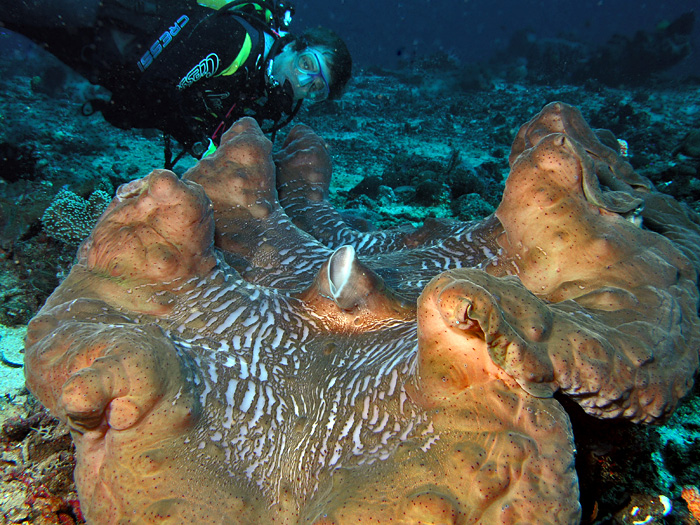
Tridacna gigas.
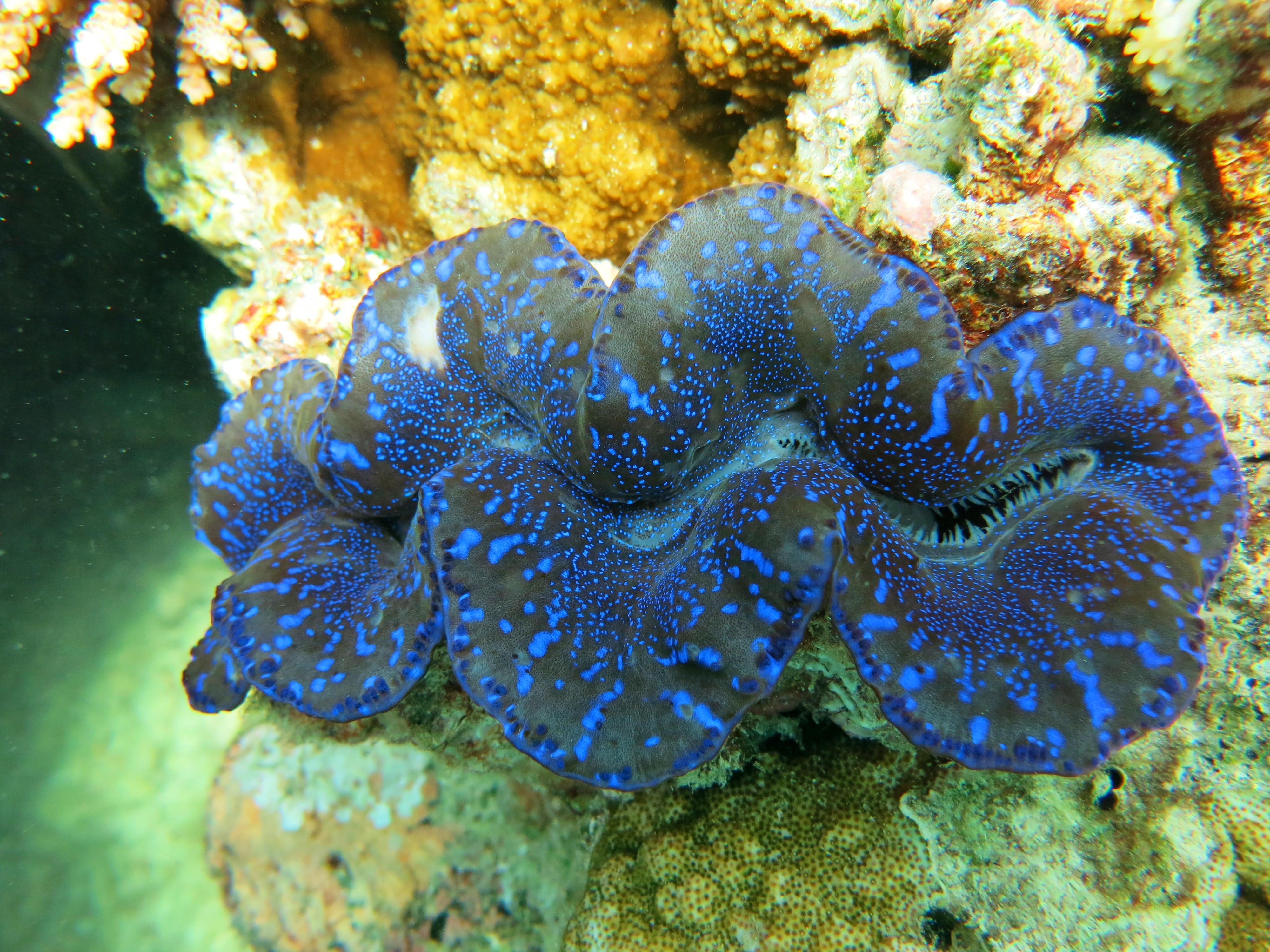
Tridacna maxima.
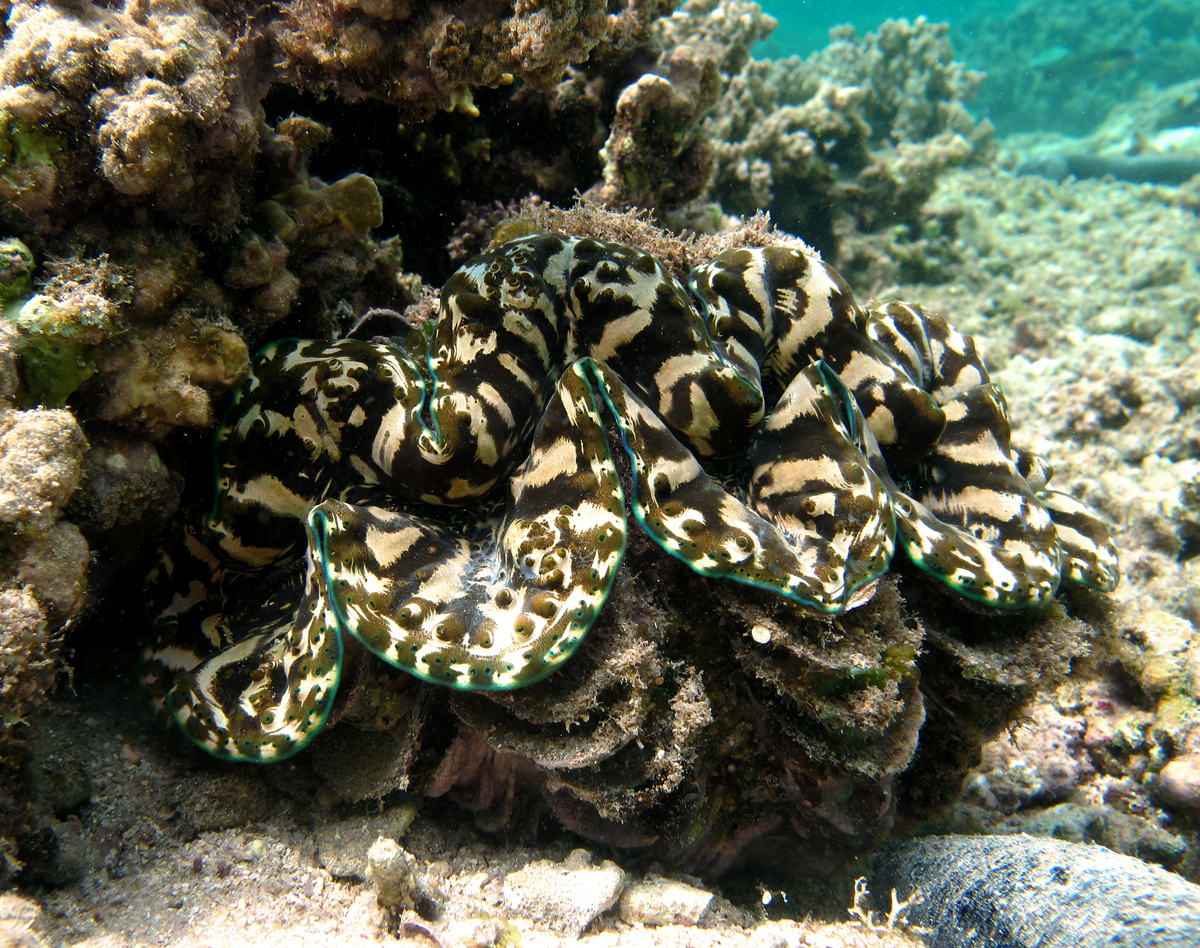
Tridacna squamosa.
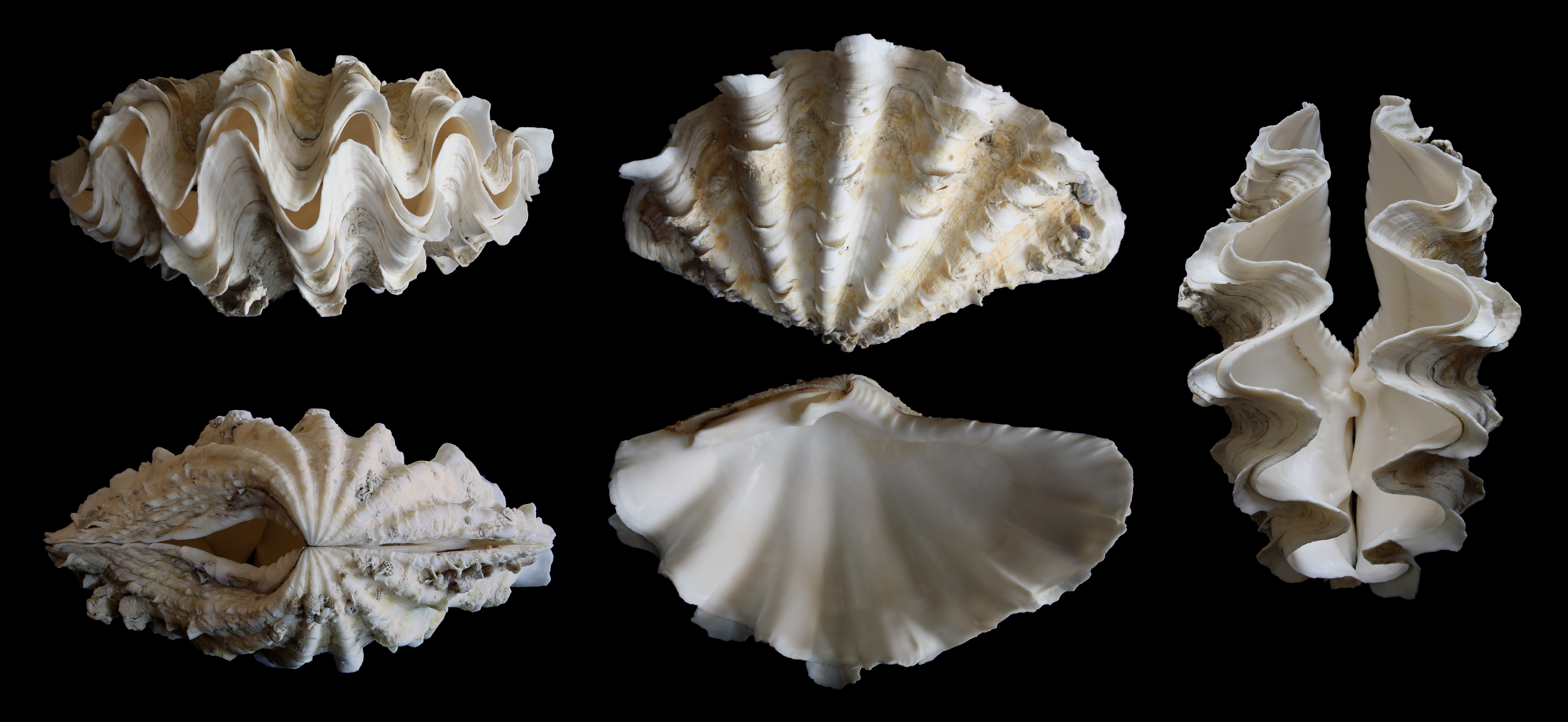
Tridacna squamosina.

## Utilisation par l'être humain

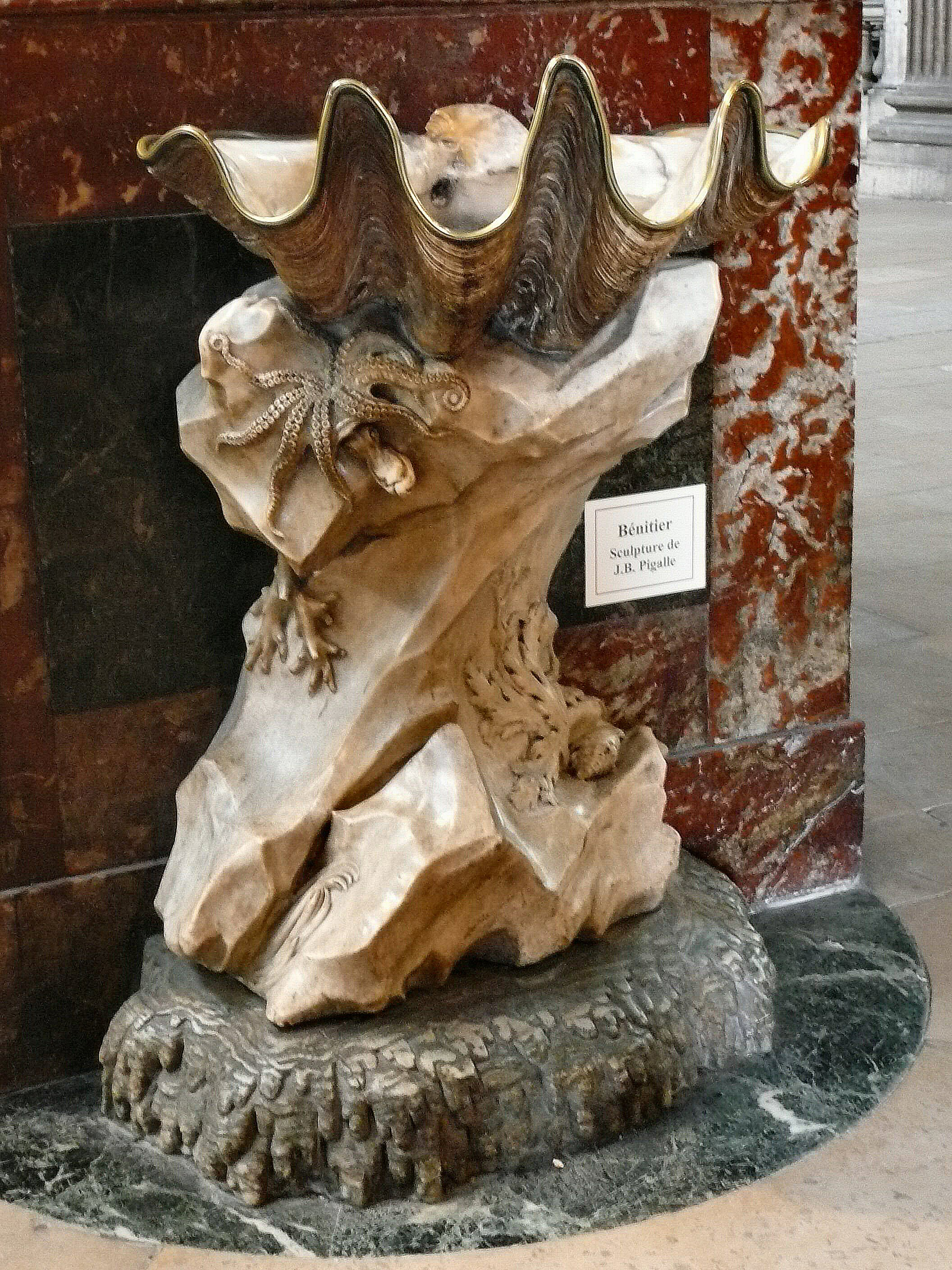
L'un des deux bénitiers offerts à François Ier par la république de Venise, montés en bénitiers sur des socles sculptés par Jean-Baptiste Pigalle à l'église Saint-Sulpice de Paris.

En Europe, de gigantesques coquilles de ces mollusques furent utilisées comme bénitiers dès la Renaissance, notamment dans les églises les plus riches capables de se procurer des objets venus de si loin (aucune espèce n'est répertoriée dans l'océan Atlantique). A Paris, on en trouve notamment dans les églises Saint-Sulpice et Saint-Étienne-du-Mont. 
Des coquilles fossilisées (notamment du Pléistocène) réapparaissent à la surface du sol quand on creuse les roches calcaires d'origine corallienne des régions tropicales (par exemple au Kenya). Rares et précieux, ces coquillages étaient travaillés (depuis 11000 ans), sculptés, polis, possédés et échangés, dans une grande partie de l'Asie du Sud-Est. Les chefs mélanésiens appréciaient beaucoup ces objets de prestige, bien plus durables que les objets sculptés en bois, jusqu'à leur attribuer des pouvoirs spéciaux.
Les bénitiers sont également capables de produire des perles, même si celles-ci ne sont pas nacrées et souvent très irrégulières. La plus grosse perle connue vient ainsi d'un Tridacna gigas des Philippines ; elle est connue sous le nom de « Perle d'Allah ».
Vers les VIIe et VIe siècles avant notre ère se développe en Phénicie un artisanat utilisant des coquilles de tridacne, gravées et incisées, originaires de la mer Rouge. Cet art s'exporte dans l'est du bassin méditerranéen, jusqu'en Étrurie. Ces objets se retrouvent surtout dans des sanctuaires dédiés à des divinités féminines, et parfois dans des tombes de femmes (comme sur l'île de Rhodes). L'un des plus connus se situe au British Museum (numéro d'inventaire 1852,0112.3) : il s'agit d'une coquille de Tridacna squamosa, avec une tête humaine gravée sur l'apex et des sphinx ailés et fleurs de lotus incisés. Retrouvé à Vulci, dans le Latium, ce coquillage servait sans doute à contenir du maquillage.

## Conservation

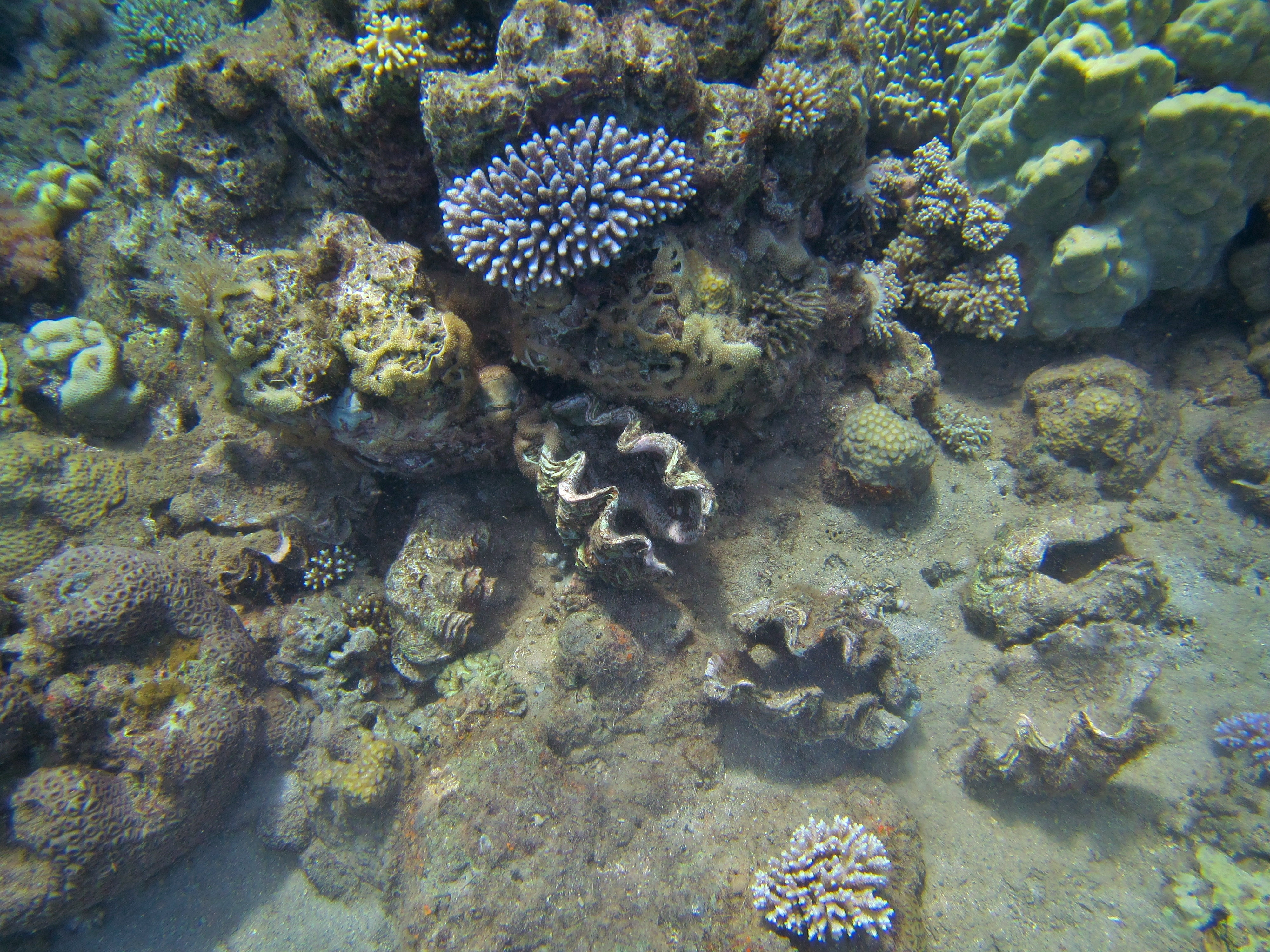
Braconnage de bénitiers à Mayotte (ici pour la chair).

Les bénitiers sont des animaux à croissance très lente, et leur récolte met rapidement en danger toute une population. Or, un braconnage extrêmement destructif sévit dans certaines région de l'océan Pacifique, à destination essentiellement de la Chine, et plusieurs espèces ont déjà été totalement éradiquées de certains pays, en vue de confectionner des bijoux simulant l'ivoire et de prétendus aphrodisiaques. 
En conséquence, les espèces Tridacna derasa, Tridacna gigas, Tridacna mbalavuana et Tridacna rosewateri sont placées sur la Liste rouge de l'UICN des espèces en danger d'extinction.